# Hermine Kraus
Hermine "Mina" Kraus (ur. w 1890) – austriacka lekkoatletka, sprinterka.
Pierwsza rekordzistka Austrii w biegach na 100 (15,0 w 1913) i 200 (31,8 w 1913) metrów.